# Hurezani
Hurezani est une commune roumaine située dans le județ de Gorj.